# Agnes Windeck
Agnes Windeck (27 de marzo de 1888-28 de septiembre de 1975) fue una actriz teatral, cinematográfica, televisiva y de voz de nacionalidad alemana.

## Biografía
Nacida en Hamburgo, Alemania, su nombre verdadero era Agnes Sophie Albertine Windel. Hija de un comerciante de Hamburgo, inició su carrera teatral actuando en 1904 como Anni Windel. Actuó en el Deutsches Schauspielhaus de Hamburgo, el Königliche Hoftheater de Hannover y en varios teatros de Berlín.
En 1915, tras su matrimonio, renunció a su profesión, a la cual volvió en el año 1938, tras la muerte de su esposo. Volvió a actuar en el Theater der Jugend de Berlín, y hasta 1945 fue profesora de actuación en el Deutsches Theater de Berlín, teniendo entre otros alumnos a Klaus Schwarzkopf, Thomas Engel y Hans-Joachim Kulenkampff. Continuó con ese trabajo hasta su vejez, llevándolo a cabo en su apartamento, que tenía un estudio adjunto.

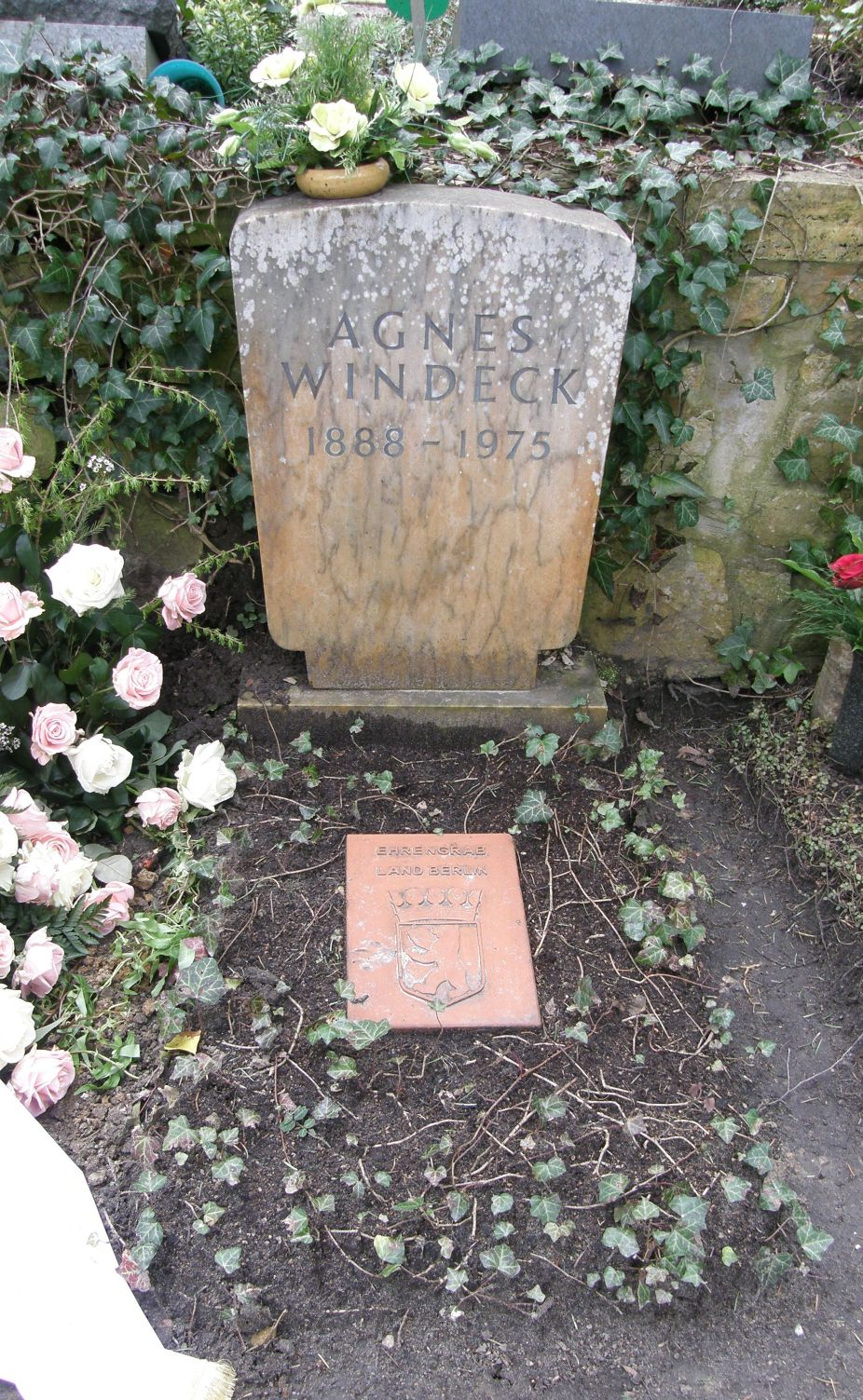
Tumba de Windeck

Obtuvo fama en los años 1950 gracias a un programa de cabaret emitido por la Rundfunk im amerikanischen Sektor en Berlín, Die Insulaner.
Desde finales de la década de 1930, hizo diferentes actuaciones cinematográficas, principalmente con papeles de reparto. No fue hasta la década de 1950 que obtuvo mejores oportunidades, actuando en filmes basados de historias de Edgar Wallace como Der Zinker (1963), Der Bucklige von Soho (1966) y Der Hund von Blackwood Castle (1967), y también en comedias como Morgens um sieben ist die Welt noch in Ordnung (1968) y Die Herren mit der weißen Weste (1969).
Además, gracias a su reconocible voz, fue actriz de doblaje radiofónica, doblando también a actrices como Margaret Rutherford en Murder She Said, The V.I.P.s y The Mouse on the Moon.
Sobre el escenario, entre otras interpretaciones, actuó en 1961 en el estreno en Alemania del musical My Fair Lady, encarnando a Mrs. Higgins. En 1967 actuó junto a Käthe Haack en la comedia criminal Zwei ahnungslose Engel, y en 1973 volvió a ser Mrs. Higgins en una representación de My Fair Lady llevada a escena en Berlín, sustituyendo a Käthe Haack, que había sufrido un accidente.
Windeck obtuvo también una gran popularidad con la serie televisiva de carácter familiar Die Unverbesserlichen (1966-1971), en la cual interpretaba a Köpcke actuando junto a Inge Meysel.
Agnes Windeck falleció el 28 de septiembre de 1975 en Berlín, a los 87 años de edad, a causa de una insuficiencia cardiaca. Fue enterrada en el cementerio Friedhof Heerstraße. Su tumba fue considerada, en 2004, una Ehrengrab, o tumba honorífica.

## Filmografía

### Cine
- 1939: Die barmherzige Lüge
- 1941: Der Weg ins Freie
- 1941: U-Boote westwärts!
- 1941: Annelie
- 1942: Die große Liebe
- 1943: Damals
- 1945: Die Jahre vergehen
- 1948: Straßenbekanntschaft
- 1948: Und wieder 48
- 1950: Der Rat der Götter
- 1950: Drei Mädchen spinnen
- 1953: Der Onkel aus Amerika
- 1953: So ein Affentheater
- 1953: Christina
- 1955: Wie werde ich Filmstar?
- 1956: Die Trapp-Familie
- 1957: … und die Liebe lacht dazu
- 1957: Banktresor 713
- 1957: Vater sein dagegen sehr
- 1957: Immer wenn der Tag beginnt
- 1958: Der Greifer
- Tiempo de amar, tiempo de morir (A Time to Love and a Time to Die), de Douglas Sirk (1958)
- 1959: Liebe auf krummen Beinen
- 1959: Peter schiesst den Vogel ab
- 1959: Die ideale Frau
- 1959: Arzt ohne Gewissen
- 1962: Finden Sie, daß Constanze sich richtig verhält?
- 1962: Ich bin auch nur eine Frau
- 1963: Liebe will gelernt sein
- 1963: Der Zinker
- 1963: Meine Tochter und ich
- 1963: Scotland Yard jagt Dr. Mabuse
- 1963: Schloß Gripsholm
- 1966: Der Bucklige von Soho
- 1967: Rheinsberg
- 1968: Der Hund von Blackwood Castle
- 1968: Morgens um sieben ist die Welt noch in Ordnung
- 1969: Dr. med. Fabian – Lachen ist die beste Medizin
- 1969: Die Herren mit der weißen Weste
- 1970: Heintje – Einmal wird die Sonne wieder scheinen
- 1971: Hurra, wir sind mal wieder Junggesellen!
- 1972: Grün ist die Heide
- 1973: Alter Kahn und junge Liebe

### Televisión
- 1953: Ein Abend von Rias Berlin
- 1953: Orient Express (serie TV), episodio The Red Sash
- 1958: Windhund und Seehund
- 1958: Mylord weiß sich zu helfen
- 1959: Brave Diebe
- 1960: Sie können’s mir glauben
- 1960: Dr. Knock
- 1960: 20 Minuten Aufenthalt
- 1963: Meine Frau Susanne (serie TV), 4 episodios
- 1964: Hofloge
- 1965: Mrs. Cheney’s Ende
- 1966: Unser Pauker (serie TV), 2 episodios
- 1966-1971: Die Unverbesserlichen (serie TV), 6 episodios
- 1966: 100 Jahre Kurfürstendamm
- 1969: Zwei ahnungslose Engel
- 1970: Mein Freund Harvey
- 1970: Der Mann, der den Eiffelturm verkaufte
- 1971: Glückspilze
- 1971: …und sowas nennt sich Show
- 1972: Rabe, Pilz und dreizehn Stühle (serie TV), 2 episodios
- 1972: Eine Frau bleibt eine Frau (serie TV), 2 episodios

## Teatro
- 1940: Drei blaue Augen, dirección de Kurt Richards, con Kurt Vespermann, Ursula Grabley, Franz Zimmermann, Hintz Fabricius, Edelgard Trautmann, Ellen Hille y Erwin Biegel
- 1944: Die fremde Yacht. Theater am Schiffbauerdamm Berlin
- 1945: Unsere kleine Stadt, dirección de Bruno Hübner, con Max Eckard, Ruth Schilling, Robert Traube, Erna Sellmer, Bruno Hübner, Heinrich Troxbömker, Artur Malkowsky, Elsa Wagner y Peer Schmidt. Deutsches Theater Berlin
- 1946: Eine Familie, dirección de Paul Bildt, con Käthe Dorsch, Heinz Georg Sedat, Max Eckard, Ulrich Goetsch, Agathe Poschmann, Gerda Müller, Ruth Schilling, Alfred Cogho, Herwart Grosse, Ernst Sattler, Harry Hindemith, Kurt Weitkamp, Peer Schmidt, Friedrich Maurer, Elsa Wagner, Wolfgang Kühne, Angelika Hurwicz, Paula Denk, Wolf Trutz, Karl Hellmer, Klaus Herm y Horst Drinda. Deutsches Theater Berlin.
- 1946: Bunbury, dirección de Bruno Hübner, con Erik Ode, Hans Nielsen, Olga Limburg, Inge Harbort, Ekkehard Röhrer, Ruth von Riedel, Bruno Harprecht, Hermann Schindler y Knut Hartwig. Komödie am Kurfürstendamm Berlin.
- 1948: Ein Inspektor kommt, dirección de Fritz Wisten, con Ernst Waldow, Ursula Meißner, Max Eckard, Kurt Waitzmann, Alfred Schieske y Hannelore Schüler. Berliner Ensemble.
- 1949: Jean, dirección de Erik Ode, con Hilde Volk, Georg Gütlich, Erik Ode, Franz Schafheitlin, Gerti von Lipinski, Helmut Bautzmann y Werner Tachipke. Tribüne Berlin.
- 1952: Ich bin eine Kamera, dirección de Franz Reichert, con Grete Mosheim, Ursula Lingen, Erna Sellmer, Erich Schellow, Gerd Martienzen y Fritz Tillmann. Schloßpark-Theater Berlin.
- 1953: Der Parasit, dirección de Willi Schmidt, con Arthur Schröder, Siegmar Schneider, Johanna Wichmann, Aribert Wäscher, Paul Wagner y Hans Hessling. Schiller-Theater Berlin.
- 1953: Tartuffe, dirección de Oscar Fritz Schuh, con Ernst Schröder, Alfred Balthoff, Klaramaria Skala, Peter Lehmbrock, Wolfgang Spier, Lucie Höflich, Günter Pfitzmann, Ursula Lingen, Wolfgang Neuss y Hanne Hiob. Freie Volksbühne Berlin.
- 1954: Mamselle Nitouche, dirección de Oscar Fritz Schuh, con Inge Konradi, Harald Juhnke, Peer Schmidt, Walther Suessenguth, Maria Sebaldt, Walter Groß, Wolfgang Neuss, Wolfgang Müller, Georg Gütlich, Elsbeth von Lüdinghausen y Peter Schiff. Freie Volksbühne Berlin.
- 1954: Das Haus der sieben Stockwerke, dirección de Oscar Fritz Schuh, con Ernst Schröder, Eva Krutina, Ilse Laux, Klaramaria Skala, Hanne Hiob, Ursula Höflich, Alfred Balthoff, Wolfgang Neuss, Wolfgang Spier, Walther Suessenguth, Ilse Trautschold y Günter Pfitzmann. Freie Volksbühne Berlin.
- 1954: Die weiße Nelke, dirección de Kurt Raeck, con Theo Lingen, Walter Gross, Ursula Lingen, Sigurd Lohde, Kurt Weitkamp, Kurt Vespermann y Ernst Stahl-Nachbaur. Renaissance-Theater Berlin.
- 1955: Verwandte sind auch Menschen, dirección de Walther Suessenguth, con Edith Schollwer, Herbert Hübner, Willi Sämann, Aenne Bruck, Inge Landgut, Hugo Schrader y Wolfgang Preiss. Hebbel-Theater Berlin.
- 1955: Die Heiratsvermittlerin, dirección de Rudolf Steinböck, con Grete Mosheim, Paul Esser, Helmut Lohner, Jane Tilden, Frances Martin, Gisela Fritsch, Horst Gentzen, Fritz Lehmann y Wolfgang Zilzer. Freie Volksbühne Berlin.
- 1955: Sieh und staune, dirección de Peter Preses, con Margot Leonard, Otto Stoeckel, Elisabeth Ried, Hans Krull, Rüdiger Renn, Horst Keitel y Rolf Moebius. Tribüne Berlin.
- 1956: Die liebe Familie, dirección de Erik Ode, con Vilma Degischer, Inge Egger, Helmuth Rudolph, Brigitte Grothum, Horst Keitel, Wolfgang Spier, Marion Degler, Tilo von Berlepsch y Joachim Möck. Komödie am Kurfürstendamm Berlin.
- 1957: Hier bin ich- hier bleib ich!, dirección de Rolf Kutschera, con Hans Leibelt, John van Dreelen, Olga Plüss, Horst Niendorf, Brigitte Grothum, Käthe Braun y Günter Pfitzmann. Theater am Kurfürstendamm Berlin.
- 1958: Eine fast mögliche Geschichte, dirección de Wolfgang Spier, con Elsa Wagner, Edeltraut Elsner, Wolfgang Lukschy y Gerd Vespermann. Hebbel-Theater Berlin.
- 1958: Frauen sind bessere Menschen, dirección de Richard Häußler, con Edith Schneider, Christa Ewert, Claus Holm, Alexander Ponto, Bruno Fritz, Gerd Vespermann y Franz Arzdorf. Komödie am Kurfürstendamm Berlin.
- 1959: Brave Diebe, dirección de Victor de Kowa, con Grit Böttcher, Gisela Fritsch, Eckart Dux, Bruno Fritz, Franz Otto Krüger y Gerd Prager. Renaissance-Theater Berlin.
- 1959: Pygmalion, dirección de Harry Meyen, con Günther Lüders, Chariklia Baxevanos, Hans Hessling, Lia Eibenschütz, Emmy Burg, Heinz Spitzner y Joe Furtner. Komödie am Kurfürstendamm Berlin.
- 1960: Zwei rechts - zwei links, dirección de Erich Thormann, con Veronika Bayer, Walter Süssenguth y Georg Thomas. Komödie am Kurfürstendamm Berlin.
- 1960: Ein idealer Gatte, dirección de Harry Meyen, con Harry Meyen, Ingeborg Körner, Friedrich Schoenfelder, Edith Schneider, Walter Suessenguth, Gitty Duraga, Aenne Bruck, Lia Eibenschütz, Karl Ludwig Schreiber y Helmut Heyne. Komödie am Kurfürstendamm Berlin.
- 1961: Acht Frauen, dirección de Erik Ode, con Friedel Schuster, Veronika Bayer, Hilde Volk, Ann Savo, Eike Pulver, Edith Schollwer, Hilde Volk y Kitty Mattern. Theater am Kurfürstendamm Berlin.
- 1961: My Fair Lady, dirección de Sven Aage Larsen, con Paul Hubschmid, Karin Hübner, Alfred Schieske, Bruno Fritz, Friedrich Schoenfelder, Rex Gildo, Karin Hardt, Erich Fiedler, Boris Greverus y Hans Hardt. Theater des Westens Berlin.
- 1967: Zwei ahnungslose Engel, dirección de Wolfgang Spier, con Käthe Haack, Hans Deppe, Harry Wüstenhagen, Hans W. Hamacher, Walo Lüönd, Ute Boy, Otto Graf, Harry Riebauer y Otto Czarski. Theater am Kurfürstendamm Berlin.
- 1968: Tante mit Schuss, dirección de Christian Wölffer, con Ilse Fürstenberg, Rose Renée Roth, Hans Deppe, Klaus Dahlen, Dagmar Biener, Rudolf Gerske y Günter Glaser. Berliner Theater.
- 1971: Pygmalion, dirección de Bertold Sackmann, con Hans-Joachim Kulenkampff y Monica Gruber. Komödie im Marquardt Stuttgart.
- 1973: My Fair Lady, con Paul Hubschmid, Naëmi Priegel y Kurt Pratsch-Kaufmann. Theater des Westens Berlin.

## Actriz de voz[3]
Como actriz de doblaje, Windeck prestó su voz a varias actrices, entre ellas Margaret Rutherford en Murder She Said, Billie Burke en El mago de Oz, Lee Patrick en Pillow Talk, y Norma Varden en Gentlemen Prefer Blondes.